# Rhyacophila iranda
Rhyacophila iranda là một loài Trichoptera trong họ Rhyacophilidae. Chúng phân bố ở miền Tân bắc.